# Витебский государственный станкоинструментальный колледж
Витебский государственный станкоинструментальный колледж (бел. Віцебскі дзяржаўны станкаінструментальны каледж) — среднее специальное учебное заведение в Витебске (с 2016 реорганизован и присоединен к УО "ВГТК").

## История
Витебский государственный станкоинструментальный колледж — первое среднее специальное учебное заведение Белоруссии, открытое по декрету Совнаркома 25 сентября 1920 г. как механико-строительный техникум.
Техникум функционировал с отделениями:
- Подготовительным;
- Механическим;
- Строительным;

В начале 1933 г. техникум был переименован в механико-энергетический политехникум со следующими специальностями:
- техник-электрик по эксплуатации электро-силовых установок,
- техник-механик по эксплуатации тепловых установок,
- техник-механик по холодной обработке металлов.

Материально-техническая база техникума состояла из собственной электростанции, оборудованной 3 паровыми котлами и 2 паровыми машинами по 45 л.с.; механических мастерских; слесарного, кузнечного, литейного и столярного цехов. Имея такую базу, политехникум выпускал токарно-револьверные станки, что в то время имело огромное народнохозяйственное значение. Лаборатории электротехники и сопромата выполняли заказы для промышленных предприятий города. УПМ техникума, имея в своем составе до 250 наёмных рабочих и работая на хозрасчёте, выпускали сложные фрезерные станки, пользующиеся в то время большим спросом в стране.
Политехникум готовил квалифицированные кадры для промышленности, и до 1941 г. выпустил около 1800 специалистов. После окончания Великой Отечественной войны приказом № 402 от 2.08.1945 г. по Наркомату станкостроения СССР техникум возобновил свою работу как станкоинструментальный по специальностям:
- Обработка металлов резанием;
- Металлорежущие станки;
- Инструментальное производство;

В соответствии с потребностями и запросами производства техникум постоянно вносит коррективы в профиль подготовки специалистов.
С 1975—1976 учебного года техникум вводит новую специальность «Эксплуатация и наладка станков с программным управлением» и осваивает её.
С 1981—1982 учебного года расширяется материально-техническая база, в кабинетах и лабораториях устанавливается современное оборудование.
Учитывая перспективы станкостроения, с 1986 года техникум начал подготовку техников-механиков по наладке и эксплуатации автоматизированного оборудования. Однако практика показала, что для работы на станках с ПУ необходимы ещё и электроники, так как до 70 % сбоев в работе станков приходится на электронную часть оборудования. И с 1987 г. в техникуме была открыта третья специализация — техник-электромеханик по наладке и эксплуатации электронных систем программного управления. В 2016 году колледж реорганизован и присоединён к УО «Витебский государственный технический колледж».

## Материально-техническая база
Материально-техническая база техникума содержит лаборатории АО, ЭВМ и микропроцессорной техники, основ автоматики и автоматического регулирования в кабинете ВТ, три мастерские. В них установлено оборудование, которое соответствует уровню развития производства: станки с ПУ, ОЦ, РТК, АРМ ТП, диалого-вычислительные комплексы, ПР и др.
С 1994 г. осуществлён приём на новую специальность «Техническое обслуживание и ремонт оборудования предприятий машиностроения» с квалификацией выпускников «Техник-механик». В этом же году техникум прошёл аттестацию и имеет государственный сертификат на право подготовки специалистов.
С 1995—1996 учебного года техникум готовит специалистов по двум специальностям:
- Технология, оборудование и автоматизация машиностроения со специализациями:
  - Технология обработки материалов на станках и АЛ.
  - Технологическое обслуживание и ремонт оборудования предприятий машиностроения
- Техническое обслуживание технологического оборудования и средств робототехники в АП со специализацией:
  - Наладка и эксплуатация электронных систем ПУ в АП.

В 2012 году резонанс в прессе получила история с застройкой спортплощадки колледжа горисполкомом под парковку.

## Цикловые комиссии
В колледже существуют 3 цикловых комиссии специальных дисциплин:
| Комиссия                                     | Специальность | Специализация                                                                           |
| -------------------------------------------- | --- | --------------------------------------------------------------------------------------- |
| Специальных дисциплин технологического цикла | Технология машиностроения                                                                                        | Технология обработки материалов на станках и автоматических линиях                      |
| Специальных дисциплин механического цикла    | Технологическое оборудование машиностроительного производства                                                    | Техническая эксплуатация технологического оборудования машиностроительного производства |
| Специальных дисциплин электронного цикла.    | Техническое обслуживание технологического оборудования и средств робототехники в автоматизированном производстве | Эксплуатация и наладка электронных систем управления в автоматизированном производстве  |

## Непрерывное образование
Колледж сотрудничает со следующими учебными заведениями:
- УО «Полоцкий государственный университет» (по всем специальностям)
- УО «Московский технологический университет „СТАНКИН“» (по всем специальностям)
- УО «Витебский государственный технологический университет»
- УО «Белорусско-Российский университет» (Могилёв)
- УО «Белорусский национальный технический университет»

По специальностям:
- 2-36 01 01-01 «Технология машиностроения» (производственная деятельность)
- 2-36 01 03-01 «Технологическое оборудование машиностроительного производства» (производственная деятельность).
- 2-53 01 31-01 «Техническое обслуживание технологического оборудования и средств робототехники в автоматизированном производстве» (производственная деятельность).